# Länsväg 261
Länsväg 261 går mellan Brommaplan i Stockholms kommun och Tappström på Ekerö i Ekerö kommun. Sträckan är cirka 10 km lång. Längs sträckan finns den 178 meter långa Lindötunneln.
På Stockholmssidan heter den även Drottningholmsvägen och i höjd med Drottningholms slott på Lovön byter den namn till Ekerövägen. Länsväg 261 leder över två broar, Nockebybron och Drottningholmsbron.